# Ilha Caroline
Ilha Caroline ou Atol Caroline (também conhecida como Ilha Millennium), é o mais oriental dos desabitados atois de corais que compreendem o sul das Espórades Equatoriais no centro do Oceano Pacífico.
Primeiramente avistada por europeus em 1606, reivindicada pelo Reino Unido em 1868 e parte da República do Kiribati desde a independência deste país insular em 1979, a Ilha Caroline permaneceu relativamente intocada e é considerada uma das ilhas tropicais mais puras do mundo, apesar da mineração de guano, colheita de copra e habitação humana nos séculos XIX e XX. É o lar de uma das maiores populações de caranguejo-dos-coqueiros no mundo e é um local de procriação importante para aves oceânicas, especialmente a andorinha-do-mar-escura.
Este atol é mais conhecido por seu papel em celebrações acerca da chegada do ano 2000 — um realinhamento da Linha Internacional de Data em 1995 fez da Ilha Caroline um dos primeiros pontos de terra no planeta a ver o nascer-do-sol em 1 de janeiro de 2000.

## História

### Pré-história
Supõe-se que a Ilha Caroline se originou de um ponto quente vulcânico o qual erodiu e tornou-se lar para um recife de corais que cresceu acima do nível do oceano. Apesar de se conhecer pouco de tais processos geológicos, a orientação das Espórades Equatoriais (aproximadamente norte-sul) sugere que o arquipélago foi formado há mais de 40 milhões de anos, antes da Placa do Pacífico mudar sua direção de viagem. O mesmo ponto quente, mais recentemente, deu origem ao Arquipélago Tuamotu.
Há evidências de colonização por povos polinésios nos ilhéus maiores antes do contato europeu. Túmulos e modelos de plataformas foram descobertos pelas primeiras expedições à ilha e um grande marae existe no lado oeste do Ilhéu Nake. Até hoje, estes artefatos não foram analisados por arqueólogos.

### Séculos XVII a XIX

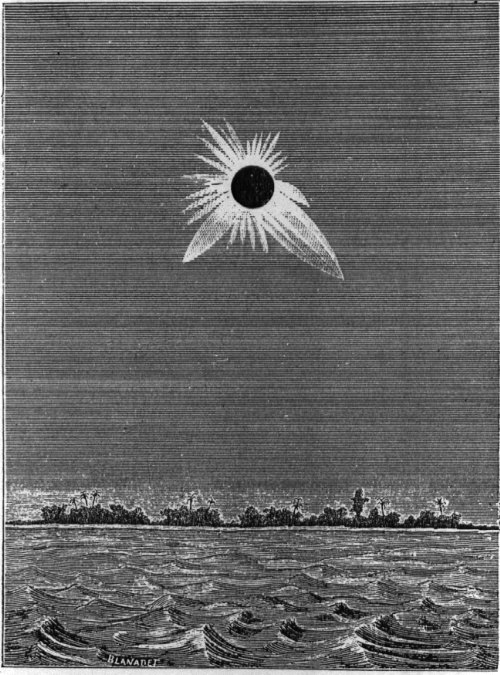
Expedições francesa e estado-unidense convergiram à Ilha Caroline em maio de 1883 para observar um extraordinariamente longo eclipse solar total. Um membro da expedição fez este desenho.

O primeiro avistamento registrado da Ilha Caroline por europeus foi em 21 de fevereiro de 1606, por Pedro Fernandes de Queirós, explorador português que navegava em nome da Espanha; seu relato nomeia a ilha de "San Bernardo". O atol foi "redescoberto" em 16 de dezembro de 1795 pelo Capitão William Robert Broughton do HMS Providence, que deu ao atol o nome de Carolina (o qual mais tarde se tornou Caroline) "em cumprimento à filha de Sir P. Stephens do Almirantado." A ilha foi novamente avistada em 1821 pelo navio baleeiro inglês Supply e foi então nomeada de "Ilha Thornton" em homenagem ao capitão do navio. Outros nomes prévios para o atol incluem Ilha Hirst, Ilha Clark, e Ilha da Independência. Entre outras visitas prévias que deixaram relatos da ilha, estão aquelas do USS Dolphin em 1825 (registrada pelo Tenente Hiram Paulding), e de um navio baleeiro em 1835 (registrada por Frederick Debell Bennett em sua Narrative of a Whaling Voyage Round the Globe From the Year 1833–1836).
Em 1846, a firma taitiana de Collie e Lucett tentou estabelecer um pequena comunidade de criação de gado e copra na ilha, uma operação que foi alcançada com sucesso financeiro limitado. Em 1868, Caroline foi reivindicada pelo navio britânico HMS Reindeer, que notou 27 residentes em um assentamento no Ilhéu do Sul. Este assentamento durou até 1904, quando os seis polinésios restantes foram deslocados para Niue.
Em 1872, a ilha foi arrendada pelo governo britânico para Houlder Brothers, que conduziram uma mineração mínima de guano no local. Em 1881 o arrendamento foi tomado pelo gerente de operação da mineração, John T. Arundel (homenageado tendo um dos ilhéus com o seu nome). A mineração de guano, que começou em 1874, forneceu um total de cerca de 10 000 toneladas de fosfato até as reservas ficarem exaustas por volta de 1895.
Em 1883, uma expedição de astrônomos estado-unidenses viajou do Peru até à Ilha Caroline a bordo do USS Hartford para observar um eclipse solar total em 6 de maio. Uma expedição francesa também observou o eclipse de Caroline, e a Marinha dos Estados Unidos mapeou o atol.Johann Palisa, um membro da expedição, descobriu um asteroide mais tarde naquele ano o qual ele nomeou de Carolina "em lembrança de sua visita à ilha".

### Século XX
Arrendada à S.R. Maxwell and Company, um novo assentamento foi estabelecido em 1916, desta vez construído inteiramente com base na exportação de copra. Uma grande parte do Ilhéu do Sul foi desflorestado para abrir espaço para as palmeiras de coqueiro, uma planta não-indígena. A aventura empresarial, entretanto, entrou em dívidas, e o assentamento da ilha decresceu lentamente em população. Em 1926, restavam somente dez residentes e em 1936, o assentamento consistia apenas de duas famílias taitianas antes do abandono em algum momento no final dos anos 1930.
Ilha Caroline permaneceu inabitada e não-perturbada através da Segunda Guerra Mundial e posteriormente. Permaneceu sob jurisdição britânica, foi retomada pela Alta Comissão do Pacífico Ocidental Britânico em 1943 e governada como parte das Ilhas Centrais e Equatoriais do Sul. Em janeiro de 1972, as Ilhas Centrais e Equatoriais do Sul, incluindo Caroline, foram unidas com a colônia britânica de Ilhas Gilbert e Ellice, que havia se tornado autônoma em 1971 como parte dos esforços britânicos de descolonização.
Em 1979, as Ilhas Gilbert se tornaram a nação independente de Kiribati; Ilha Caroline foi então e continua a ser o ponto extremo oriental de Kiribati. A ilha inteira atualmente pertence ao governo da República de Kiribati, supervisionada pelo Ministério dos Grupos da Linha e Phoenix, o qual possui sede em Kiritimati. Reivindicações rivais de soberania sobre a ilha pelos Estados Unidos (sob o Guano Islands Act) foram abandonadas no Tratado de Tarawa de 1979, ratificado pelo Senado dos Estados Unidos em 1983.
A ilha foi brevemente habitada novamente de 1987 a 1991 por Ron Falconer, sua esposa Anne, e seus dois filhos, que desenvolveram um assentamento em boa parte autosuficiente no atol. Seguindo uma transferência de posse, Falconer foi despejado da ilha pelo governo de Kiribati. Um livro, Together Alone (ISBN 1-86325-428-5), escrito por Falconer, documenta a história de sua residência na Ilha Caroline.
Na década de 1990 a ilha foi arrendada a Urima Felix, um empreendedor franco-polinésio; este estabeleceu uma pequena propriedade em um dos ilhéus e alegadamente possuía planos para o desenvolvimento do atol. A ilha é também ocasionalmente visitada por recoletores de copra polinésios sob acordos com o governo de Kiribati em Tarawa.

### Realinhamento do fuso horário

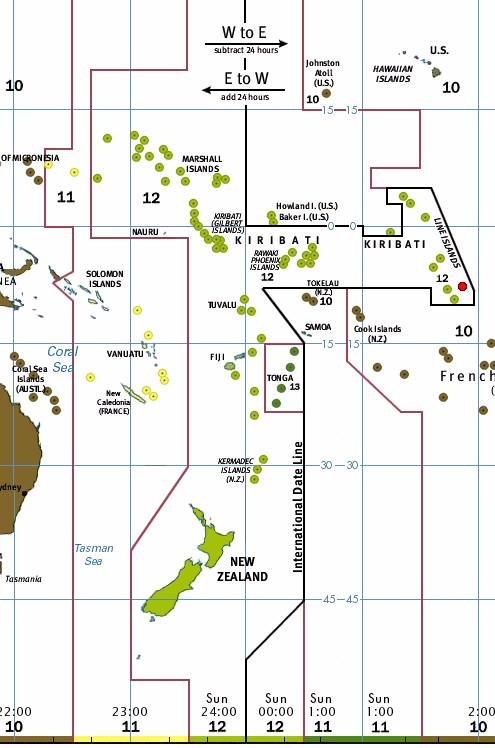
Seguindo um realinhamento do fuso horário em 1995, a Ilha Caroline (ponto vermelho a leste do mapa) tornar-se-ia a terra mais oriental a oeste da Linha Internacional de Data.

Em 23 de dezembro de 1994, a República de Kiribati anunciou uma mudança no fuso horário para as Espórades Equatoriais, a serem efetivadas em 1 de janeiro de 1995. Este ajuste efetivamente moveu a Linha Internacional de Data mais de 1000 km a leste dentro de Kiribati, posicionando Kiribati no lado asiático ou ocidental da linha de data, apesar do fato da longitude de 150 graus oeste de Caroline corresponder a UTC-10 ao invés de seu fuso horário oficial de UTC+14. Ilha Caroline agora está no mesmo horário que o Arquipélago do Havaí (Horário de Havaí-Aleutas), porém um dia mais tarde. Esta mudança fez da Ilha Caroline tanto a terra mais oriental no fuso horário mais cedo (em algumas definições, o ponto mais oriental da Terra), e um dos primeiros pontos de terra que veriam o nascer do sol em 1 de janeiro de 2000 — às 5:43, como calculado pelo tempo local.
A razão alegada para a mudança foi uma promessa de campanha do Presidente de Kiribati, Teburoro Tito, para eliminar a confusão da dupla Linha de Data de Kiribati, estando constantemente em dois dias diferentes. Entretanto, os oficiais de Kiribati não ficaram relutantes em tentar capitalizar sobre a nova situação da nação como donos da primeira terra a ver o nascer do sol em 2000. Outras nações do Pacífico, incluindo Tonga e Ilhas Chatham da Nova Zelândia, protestaram contra a mudança, se opondo por ela infringir suas reivindicações de serem a primeira terra a ver o amanhecer do ano 2000.
Em 1999, a fim de capitalizar mais profundamente sobre o interesse público massivo nas celebrações marcando a chegada do ano 2000, Ilha Caroline foi oficialmente renomeada Ilha Millennium. Apesar de desabitada, uma celebração especial foi realizada na ilha, apresentando performances de artistas nativos de Kiribati e presenciada pelo Presidente Tito, do Kiribati. Mais de 70 cantores e dançarinos de Kiribati viajaram à Caroline a partir da capital Tarawa, acompanhados por aproximadamente 25 jornalistas. A celebração, transmitida via satélite para o mundo, teve uma audiência estimada de até um bilhão de espectadores.
Apesar de muitas alegações do contrário por parte da mídia e do governo, Ilha Caroline não foi o primeiro ponto de terra a ver o nascer do sol em 1 de janeiro de 2000 (hora local); essa distinção pertence a um ponto de terra entre a Geleira Dibble e a Baía de Victor na costa da Antártica Oriental, em 66° 03′ S, 135° 53′ L, onde o sol nasceu 35 minutos mais cedo. Uma vez que este ponto é próximo do Círculo Polar Antártico, e a área além do Círculo Polar Antártico é afetada pela luz do sol contínua em dezembro, a definição do ponto exato se torna uma questão de distinguir entre um pôr-do-sol e um nascer do sol imediato em vista dos efeitos de refração atmosférica.

### Século XXI e futuro
Como a Ilha Caroline somente se estende seis metros acima do nível do mar, está ameaçada com o aumento do nível dos mares. O governo do Kiribati estima que a ilha pode ser tomada pelo mar em 2025, e as Nações Unidas classificaram a Ilha Caroline como entre aquelas mais ameaçadas pelo aumento do nível dos mares.

## Geografia e clima
O Atol Caroline está localizado próximo da borda sudeste das Espórades Equatoriais, um conjunto de atois estendendo através do equador a cerca de 1500 km ao sul do Arquipélago do Havaí no centro do Pacífico. O atol com forma ligeiramente crescente (3,76 km² de área terrestre) consiste de 39 ilhéus separados ao redor de uma estreita lagoa. Estendendo aproximadamente 9 km de norte a sul e 2 km de leste a oeste, os ilhéus alcançam uma altura de apenas 6 metros acima do nível do mar. Os ilhéus, como os presentes em todos os atois, dividem uma origem geológica comum e consistem de depósitos de areia e pedra calcário fixados sobre um recife de coral.

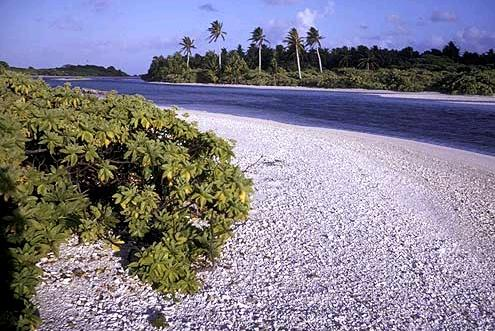
Os muitos ilhéus da Ilha Caroline são separados por canais rasos. Na parte dianteira: praia de pedras de corais e arbusto Tournefortia no Ilhéu Longo. Ao fundo: floresta Pisonia e uma fileira de coqueiros não-indígenas no Ilhéu Nake.

Três grandes ilhéus compõem a maior parte da área terrestre de Caroline: Ilhéu Nake (1,04 km²) ao norte; Ilhéu Longo (0,76 km²) no nordeste da lagoa e Ilhéu do Sul (1,07 km²).
O restante dos pequenos ilhéus reunidos, a maioria dos quais receberam seus nomes durante a pesquisa ecológica de 1988, conduzida por Angela e Cameron Kepler, estão incluídos nos quatro agrupamentos principais: os Ilhéus Nake do Sul, os Ilhéus Leeward Centrais, os Ilhéus Leeward do Sul, e os Ilhéus Windward (ver mapa). Os ilhéus de Caroline são particularmente efêmeros— durante o percurso de um século de observação, muitos dos menores ilhéus foram documentados como aparecendo ou desaparecendo completamente seguindo grandes tempestades, enquanto as formas dos maiores mudaram de forma significativa.
A lagoa central, com cerca de 6 km por 0,5 km, é rasa – no máximo 5–7 m de profundidade – e é cruzada repetitivamente por estreitas cabeças de coral e recifes. Os canais de recife geralmente se estendem por cerca de 500 m da costa — apesar de algumas fontes relatarem suas extensões como mais de um quilômetro da terra— e fazem o desembarque de barcos ser perigoso exceto na maré alta. Não existem desembarques naturais, ancoradouros ou aberturas em águas profundas na lagoa central; a água que é derramada na lagoa sobre canais rasos na maré alta é contida dentro dos recifes ao redor e permanece estável apesar das marés oceânicas. A maioria dos desembarques são geralmente realizados em um pequeno intervalo no recife no canto noroeste do Ilhéu do Sul (visível na foto de satélite acima).

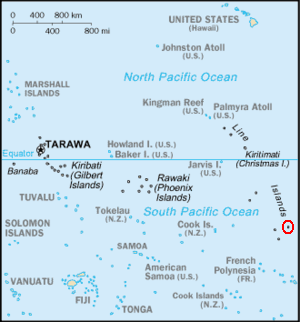
Caroline (circulada, na parte inferior à direita) é a ilha mais oriental da República de Kiribati, no Pacífico central.

Não há água fresca permanente na Ilha Caroline, apesar de os Ilhéus Nake e do Sul abrigarem um aquífero de água fresca subterrâneo (ou lentes Ghyben-Herzberg), e poços terem sido construídos para levar água potável para assentamentos temporários. Solos em Caroline são similarmente pobres, dominados por pedras de corais e areia, com conteúdo orgânico significante presente somente dentro de centros de ilha florestados e estáveis. Depósitos de guano, onde eles existem, fazem o solo da ilha rico em nitrogênio. Até mesmo nas regiões mais antigas e vegetadas do atol, os solos somente possuem poucos centímetros de espessura.
Como o resto de Kiribati, Ilha Caroline possui um clima tropical marítimo que é consistentemente quente e úmido. Registros meteorológicos são esparsos, mas as temperaturas geralmente possuem uma variação de 28 a 32 graus Celsius durante o ano. Caroline se localiza em uma região de precipitação altamente variável, mas é estimado que receba uma média de 1500 mm de chuva anualmente. Marés estão na ordem de 0,5 m e os ventos alísios, geralmente vindos do nordeste, significam que a extremidade da ilha experimenta os mares mais fortes.
A Ilha Caroline está entre as ilhas mais remotas da Terra–230 km longe da terra mais próxima na Ilha Flint, 1500 km do assentamento permanente mais próximo em Kiritimati, 4200 km da capital do Kiribati, Tarawa, e 5100 km da terra continental mais próxima na América do Norte.

## Flora e fauna

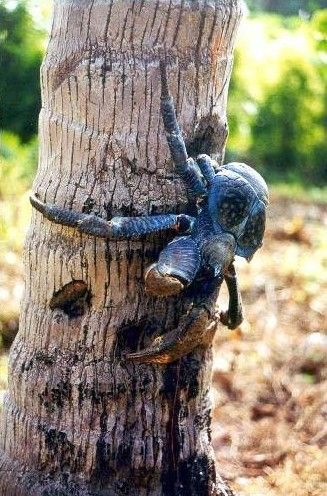
Apesar de permanecer incerto se o caranguejo-dos-coqueiros está ameaçado, Ilha Caroline é lar de uma população substancial deste artrópode.

Apesar de mais de três séculos de impacto humano ocasional em Caroline, ela é considerada uma das poucas "ilhas tropicais quase puras" restantes e foi classificada como um dos mais intactos atois do Pacífico. Seu estado relativamente não perturbado levou Caroline a ser considerada para nomeação como um Patrimônio da Humanidade e como uma Reserva da biosfera. Pesquisas ecológicas documentando a flora e fauna da ilha foram realizadas alternadamente através do século XX: Caroline foi visitada em 1965 pelo Programa de Pesquisas Biológicas do Oceano Pacífico, em 1974 pela Expedição das Espórades Equatoriais, e em 1988 e 1991 pela Unidade de Conservação da Vida Selvagem do Programa das Nações Unidas para o Meio Ambiente.
A ilha é altamente vegetada, e a maioria dos ilhéus possui três zonas de vegetação aneladas: um gramado de ervas mais distante, tipicamente composto principalmente de Heliotropium anomalum; uma zona de arbustos no interior, primariamente Tournefortia argentea; e uma região florestada central, tipicamente dominada por bosques de árvores Pisonia grandis. Coqueiros também foram introduzidos e existem em quantidades substanciais nos maiores ilhéus. Este padrão de vegetação é consistente através dos maiores ilhéus, com os menores faltando a floresta central e os menos vegetados somente com ervas baixas. Outras plantas comuns incluem Messerschmidia argentea, Suriana, e Morinda citrifolia.
A Ilha Caroline é um local importante para a procriação de diversas espécies de aves marinhas, mais notadamente a andorinha-do-mar-escura (Onychoprion fuscata), chegando a aproximadamente 500.000 – uma colônia de andorinhas-do-mar-escura domina os ilhéus orientais – e o tesourão-grande (Fregata minor), em números acima de 10.000. Ilha Caroline e sua vizinha, Ilha Flint, também são lar de algumas das maiores populações mundiais de caranguejo-dos-coqueiros (Birgus latro). Outros animais nativos incluem o molusco Tridacna, o qual é abundante na lagoa central, caranguejos-eremitão, e múltiplas espécies de lagartos.
A ameaçada tartaruga-verde (Chelonia mydas) faz seus ninhos nas praias da Ilha Caroline, mas há relatos de caça ilegal por parte de proprietários recentes. O maçarico-do-pacífico (Numenius tahitiensis), um visitante migrante do Alasca, é também classificado como vulnerável.
Cerca de vinte espécies não-nativas de flora foram introduzidas à Ilha Caroline via contato humano. Entre estas estão a vinha Ipomea tuba, a qual começou a se proliferar. Gatos e cachorros domésticos introduzidos junto a uma pequena propriedade expulsaram a população de aves oceânicas do ilhéu de Monu Ata-Ata.